# Alejandro Borrajo
Alejandro Alberto Borrajo (Viedma, 24 april 1980) is een Argentijns wielrenner.

## Belangrijkste overwinningen
2000
- Eindklassement Ronde van de Alto Valle del Río Negro

2006
- Zuid-Amerikaanse Spelen - wegwedstrijd

2008
- 2e etappe San Dimas Stage Race
- 4e etappe Redlands Bicycle Classic

2010
- 2e etappe Rutas de América
- 3e etappe Redlands Bicycle Classic
- 4e etappe deel B Ronde van Brazilië

2012
- 4e etappe Ronde van de Gila

## Resultaten in voornaamste wedstrijden
| Jaar | Ronde van Italië | Ronde van Frankrijk | Ronde van Spanje |
| ---- | ---------------- | ------------------- | ---------------- |
| 2004 | 79e              |                     |                  |
| 2005 |                  |                     |                  |

| Jaar | Milaan-San Remo | Ronde van Lombardije | Rund um den Henninger-Turm |  | WK op de weg |
| ---- | --------------- | -------------------- | -------------------------- |  | ------------ |
| 2004 | 183e            |                      |                            |  | opgave       |
| 2005 |                 | opgave               | Zilver                     |  | 36e          |

## Ploegen
- 2003-Panaria-Fiordo (vanaf 16/04)
- 2004-Panaria-Margres
- 2005-Panaria-Navigare
- 2006-Miche (tot 30/09)
- 2007-Rite Aid Pro Cycling
- 2008-Colavita-Sutter Home presented by Cooking Light
- 2009-Colavita-Sutter Home presented by Cooking Light
- 2010-Jamis-Sutter Home
- 2011-Jamis-Sutter Home
- 2012-Jamis-Sutter Home